# パーカー・ダンシー
パーカー・エドワード・ダンシー（Parker Edward Dunshee, 1995年2月12日 - ）は、アメリカ合衆国インディアナ州ブーン郡ザイオンズビル出身のプロ野球選手（投手）。右投右打。MLBのオークランド・アスレチックス傘下所属。

## 経歴
2016年のMLBドラフト14巡目（全体434位）でシカゴ・カブスから指名されたが、この時は契約しなかった。
2017年のMLBドラフト7巡目（全体201位）でオークランド・アスレチックスから指名され、プロ入り。契約後、傘下のルーキー級アリゾナリーグ・アスレチックスでプロデビュー。A-級バーモント・レイクモンスターズでもプレーし、2球団合計で13試合（先発9試合）に登板して1勝0敗、防御率0.67、48奪三振を記録した。
2018年はA+級ストックトン・ポーツとAA級ミッドランド・ロックハウンズでプレーし、2球団合計で24試合（先発22試合）に登板して13勝6敗、防御率2.33、163奪三振を記録した。
2019年はAA級ミッドランドとAAA級ラスベガス・アビエイターズでプレーし、2球団合計で26試合（先発25試合）に登板して6勝7敗1セーブ、防御率4.36、124奪三振を記録した。オフには11月に開催の第2回WBSCプレミア12アメリカ合衆国代表に選出された。

## 投球スタイル
速球のスピードは140〜145km/h程度だが、軌道を動かすことに長け、空振りより芯を外すことに主眼を置いている。カッターはハイレベルだが、スライダーは横の曲がりが大きく改良の余地ありと言われている。

## 詳細情報

### 代表歴
- 2019 WBSCプレミア12 アメリカ合衆国代表